# Zhiguang (sockenhuvudort i Kina, Heilongjiang Sheng, lat 44,97, long 127,46)
Zhiguang (kinesiska: 志广, 志广乡) är en sockenhuvudort i Kina. Den ligger i provinsen Heilongjiang, i den nordöstra delen av landet, omkring 110 kilometer sydost om provinshuvudstaden Harbin. Antalet invånare är 24 625. Befolkningen består av 11 993 kvinnor och 12 632 män. Barn under 15 år utgör 15,0 %, vuxna 15-64 år 78 %, och äldre över 65 år 5,0 %.
Runt Zhiguang är det ganska tätbefolkat, med 111 invånare per kvadratkilometer. Närmaste större samhälle är Xiaoshanzi, 13,2 km sydost om Zhiguang. Trakten runt Zhiguang består till största delen av jordbruksmark.
Genomsnittlig årsnederbörd är 931 millimeter. Den regnigaste månaden är juli, med i genomsnitt 211 mm nederbörd, och den torraste är januari, med 8 mm nederbörd.